# Invazní druh

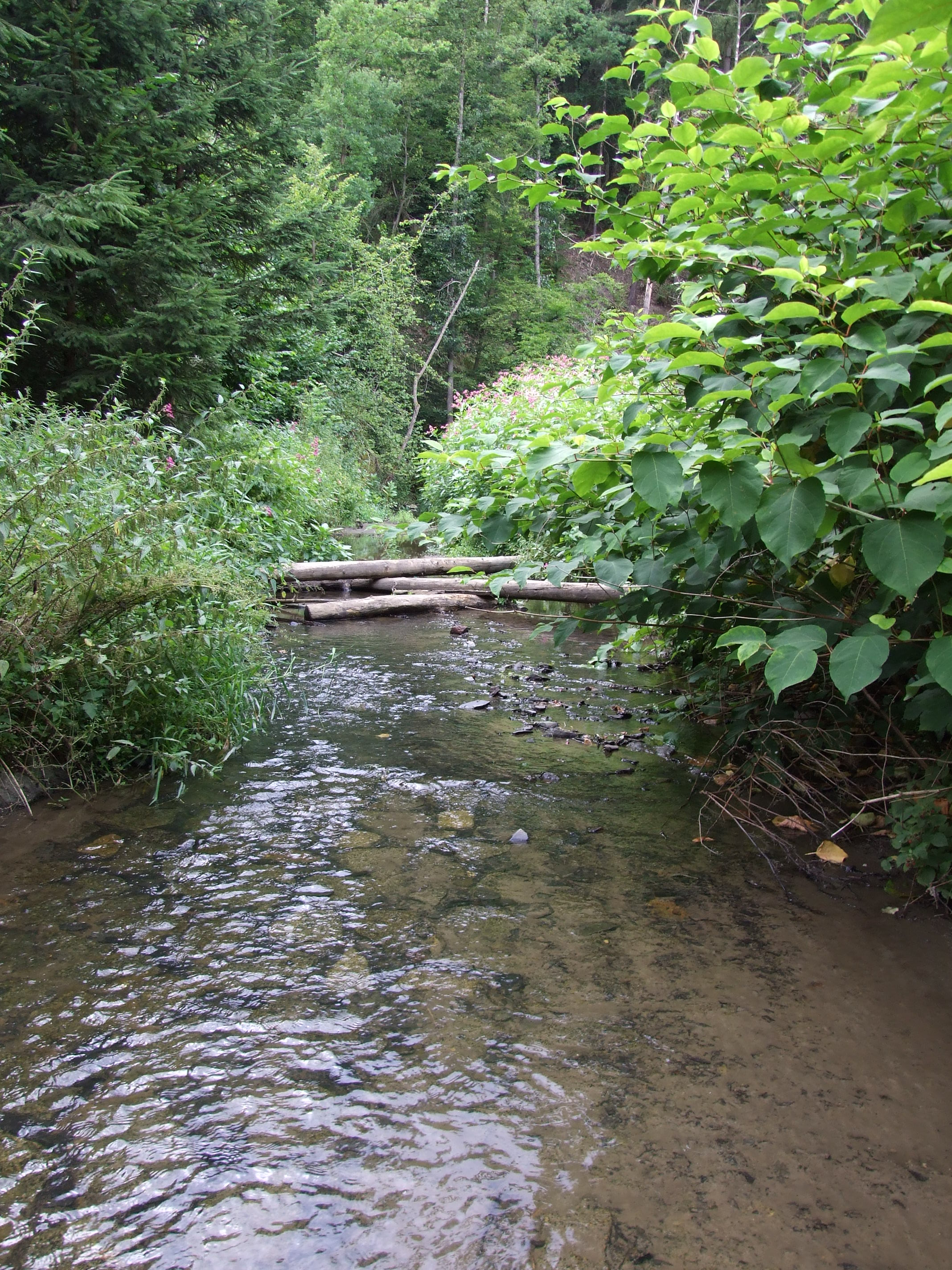
Invazní druhy v České republice – křídlatka (na pravém břehu potoka), vzadu netýkavka žláznatá

Invazní druh (nebo též invazivní) se na dané území dostal teprve s přispěním člověka (a je zde tedy nepůvodní), podařilo se mu zdomácnět a nyní se již samovolně a nekontrolovaně šíří, což může být spojeno s úbytkem druhů původních, leckdy těch, které mají podobnou funkci v přírodě jako on, a dalšími škodami. Ovšem i invazivní druhy mohou být ohrožené ve své původní oblasti, takže je třeba brát problematiku globálně.
Přestože to nevyplývá z definice, některé invazní druhy mohou mít zcela zásadní dopady na původní ekosystémy či lidské hospodářství, a to nejen potlačením či likvidací řady původních druhů (což se u endemitů rovná vyhubení), ale kupříkladu i změnou koloběhu prvků, vody, či režimu požárů (např. Akácie v jihoafrickém fynbosu). Mezi invazní druhy je možno počítat i mikroorganismy způsobující choroby, nicméně tato oblast se obvykle zkoumá separátně.
V České republice se v roce 2016 ocitlo na černém seznamu invazních druhů (s negativním dopadem na životní prostředí) 78 druhů rostlin a 39 živočichů.
Mezinárodní svaz ochrany přírody vydal v roce 2000 seznam 100 nejhorších invazních druhů světa.

## Invaze
Nejstarší zmínka o ekologické katastrofě vyvolané zavlečením invazního druhu je z roku 77 n. l., kdy starořímský dějepisec Plinius starší zaznamenal vyslání římských legionářů na Baleárské ostrovy, aby tam zastavili invazi králíků z pevniny. Vojáci měli králíky chytat a hubit.[zdroj?] Světově nejznámější je případ králíků v Austrálii.

### Invaze nahrazující původní druh
Klasickým případem invazního druhu, který vytlačuje druhy s podobnou funkcí, může být původně asijská netýkavka malokvětá, která vytlačuje naši netýkavku nedůtklivou, nebo vrbovka žláznatá, která vytlačuje naše vrbovky.

### Rostlinná invaze

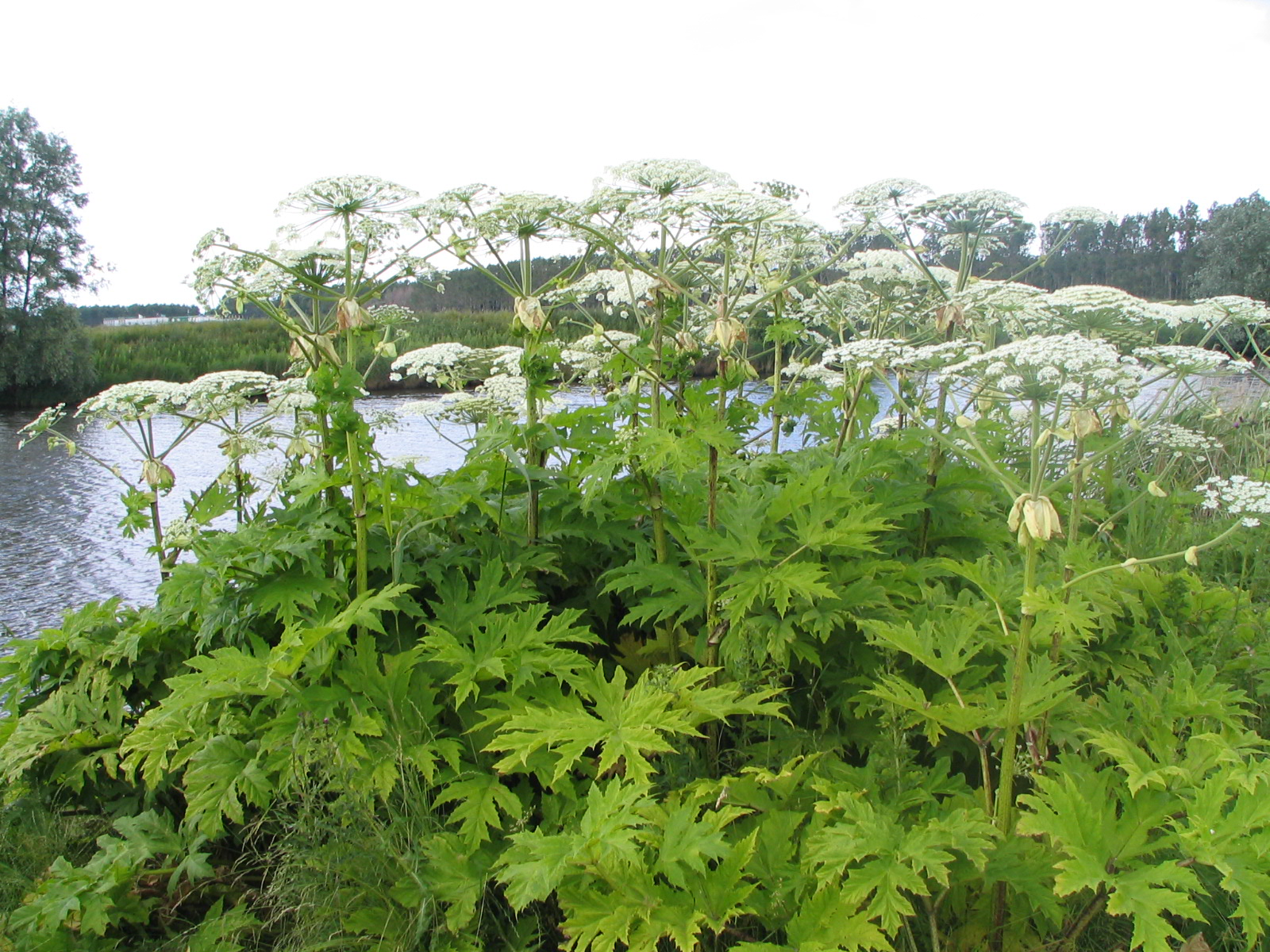
bolševník velkolepý

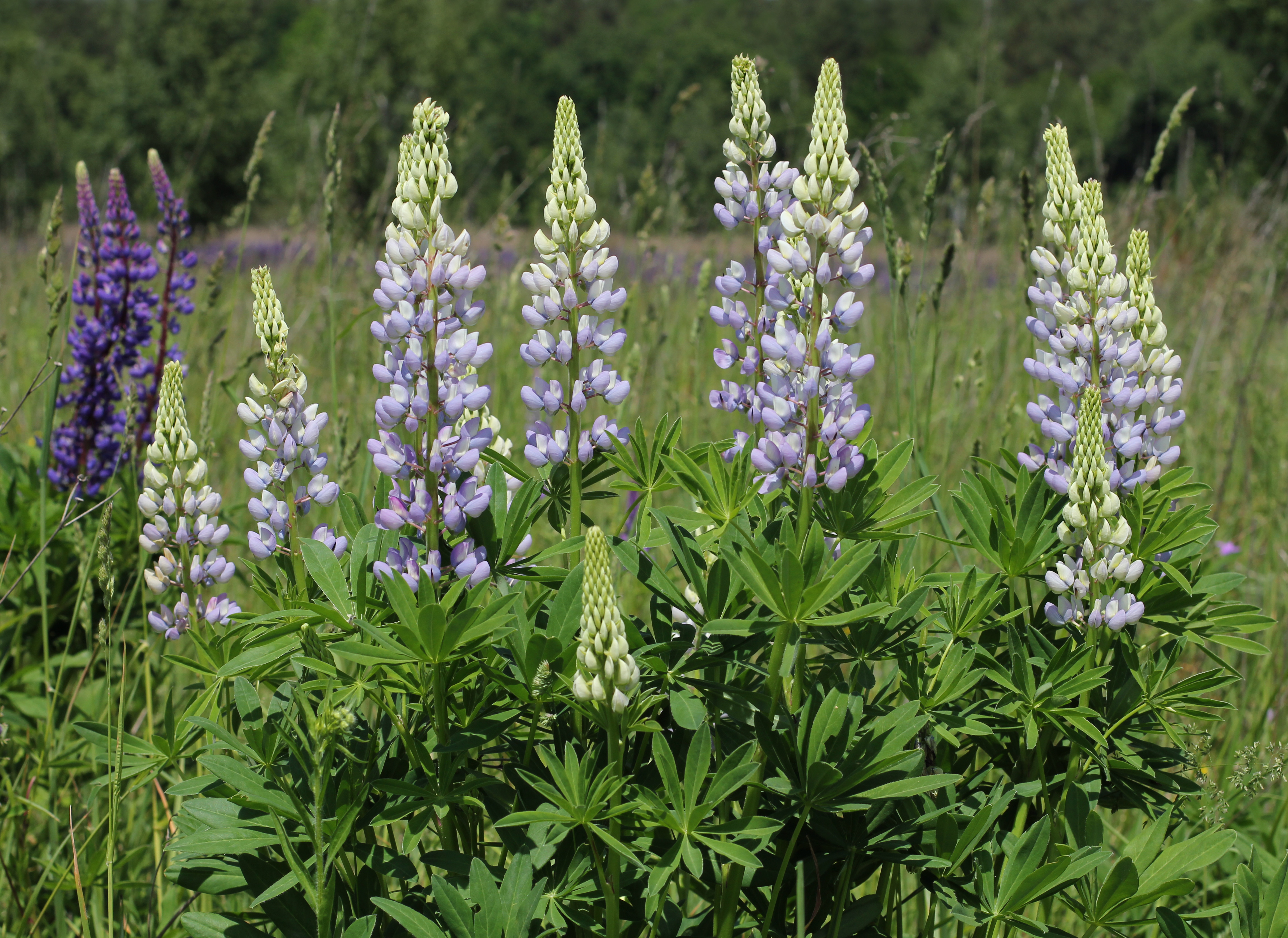
Lupina mnoholistá

Nejznámější invazní rostlinou na českém území, která se skutečně masivně šíří a ohrožuje celé ekosystémy, je bolševník velkolepý. Ta na některých místech už dosáhla takových rozměrů, že pro její potlačování byla nasazena armáda. Vzhledem k tomu, že daná rostlina může ohrozit zdraví člověka, někteří biologové a ekologové o ní (byť s nadsázkou) mluví jako o trifidovi. Dalšími agresivními invazními rostlinami na českém území jsou křídlatka japonská, trnovník akát a netýkavka žláznatá. Pro bližší představu – pouze náklady na zásahy proti výše zmíněnému bolševníku, netýkavce žláznaté a křídlatce v CHKO Český ráj činily v roce 2003 přes půl milionu korun.[zdroj?]
S invazí nepůvodních druhů se potýkají víceméně všechny země, které jsou nějakým způsobem zapojeny do časté výměny osob a zboží. Invazní druhy se šíří velmi často neúmyslně, jsou-li jedinci omylem či nedopatřením přepravováni v kontejnerech se zbožím, které putuje na velké vzdálenosti. U některých rostlin je však větším problémem podcenění rizika. Četné druhy byly uvedeny do cizího prostředí v 19. století jako okrasné (např. puerarie montana v USA; v Česku výše zmíněný bolševník), ale v současné době působí značné ekonomické škody. K nejnebezpečnějším druhům náleží vodní hyacint, v České republice však jeho rozšíření díky klimatickým podmínkám nehrozí. Invazivní rostliny se ale i nadále prodávají, a tak i šíří.

### Živočišná invaze

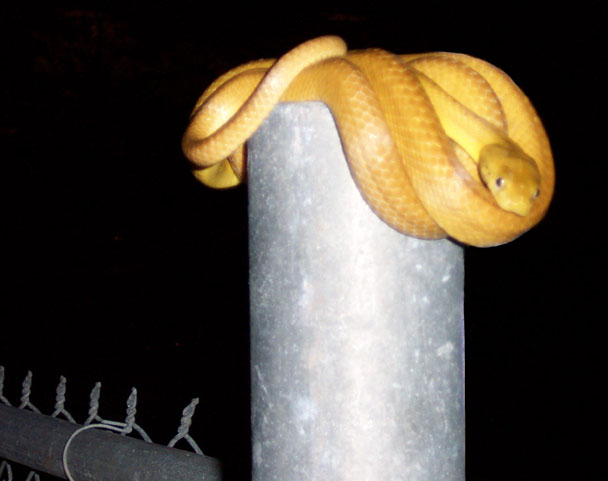
Bojga hnědá

Asi nejznámější živočišné invaze jsou spojeny s Austrálií či oceánskými ostrovy, kde se introdukovaní savci i jiní živočichové stali metlou pro ekosystém v obřím rozsahu. Jen namátkou: kočky a krysy na ostrově Mauricius dokonaly vyhynutí dronteho mauricijského (jinak též blboun nejapný), protože mu žraly vejce. Krysy  a lasicovité šelmy značně zatěžují ekosystémy ostrovů Nového Zélandu, mimo jiné zde ohrožují kiviho, nelétavého papouška kakapa sovího i slavnou živoucí fosilii haterii, které žerou vejce a údajně (v období hibernace) mohou sežrat i dospělého jedince. Jiným neblahým případem introdukce je vysazení promyk na ostrovy v Karibiku, aby tam vyhubily jedovaté hady křovináře. I v tomto případě na vysazení doplatily spíše endemické druhy savců (např. štětinatec haitský, hutia konga) a ptáků než obávaní hadi.
V Austrálii se po umělém zavlečení přemnožili (s děsivým dopadem pro celý ekosystém) králíci a posléze i kočky, které zde byly úmyslně vysazeny právě kvůli nim, namísto toho se však začaly živit místními ptáky a drobnými vačnatci (bandikuti, klokánek králíkovitý). Mezi další nepůvodní druhy obratlovců zavlečené do Austrálie s nepříznivým dopadem na místní ekosystémy patří např. myš domácí, potkan, ropucha obrovská, velbloud jednohrbý, buvol domácí, prase domácí, kapři.
Dalším všeobecně známým případem je bojga hnědá, had původem z Nové Guineje, který se s v půli 20. století lodní dopravou dostal na Guam. Během několika let dosáhla hustota populace bojg na ostrově téměř 5000 kusů na kilometr čtvereční. Výsledkem bylo vyhynutí 13 z 22 druhů tamního ptactva, značné množství uštknutí lidí a opakované elektrické havárie (zkraty vznikající vniknutím hadů do transformátorů nebo vysoko na stožár).
Invaze druhů, které žijí v půdě, jsou jen málo prozkoumané.

### Invazní druhy v pravěku
Podle paleontologů je možné, že populární dravý dinosaurus Tyrannosaurus rex byl invazivním druhem, který v posledním 1,5 milionu let pronikl do Laramidie z východní Asie po dočasně vytvořeném pevninském mostu. V Laramidii se potom značně rozšířil a stal se dominantním predátorem na rozloze tisíců kilometrů od současné Kanady až po Mexiko.

## Škody
Podle předběžných odhadů náklady v důsledku biologických invazí dosahují v Evropě nejméně deseti miliard eur ročně. Ale odhad je velmi konzervativní, neboť u 90 % nově rozšířených druhů pořád nejsou známy ekologické ani ekonomické dopady jejich invaze.

## Boj s invazemi
Invaze nemusí nutně znamenat, že invazní druh je kompetičně silnější než ty, které vytlačuje nebo ohrožuje. V některých případech jde jen o to, že je nové území prosté jeho přirozených nepřátel. S takovými invazemi (pokud cílená likvidace invazního druhu lidskými silami selže nebo je už od počátku nerealistická) lze bojovat i tím, že na dané území jejich přirozené nepřátele zavlečeme také. K takovémuto kroku však je nutno přistupovat velice opatrně, jak ukazuje již zmíněný příklad koček, které se v Austrálii po vysazení také přemnožily a likvidují hlavně původní drobné savce, kteří se dají chytit mnohem snáze než králík. Příkladem úspěšného odstranění ekologického problému promyšleným zavlečením nového druhu je introdukce několika druhů brouků zpracovávajících kravský trus. V Austrálii k němu museli přistoupit poté, co se ukázalo, že místní druhy specializované na suchý trus vačnatců nejsou schopny mnohem vlhčí trus dobytka zpracovat dostatečně rychle, což vedlo k enormnímu přemnožení much a dalších druhů hmyzu, jejichž larvy se v trusu vyvíjejí.
Problematika invazních druhů nabývá v České republice na významu, například Fakulta životního prostředí České zemědělské univerzity tématu věnovala vlastní konferenci a téma řeší také v rámci svých studijních programů.

## Důvody zavlečení
K hlavním důvodům zavlečení patří kolonizace Evropany, zahradnictví a zemědělství a náhodný transport. Při kolonizaci Evropany byly na mnohá místa zavlečeny invazní druhy. Mnohé druhy byly zavlečeny do nových oblastí jako okrasné rostliny, zemědělské plodiny, trávy pastvin apod. Náhodně jsou zavlékána semena plevelů, která jsou sklizena spolu s komerčními semeny a zaseta v nových oblastech, loďmi a letadly jsou zavlékány např. krysy nebo hmyz. Přemisťováním nepůvodních druhů se mohou šířit i paraziti a nemoci. Jen některé zavlečené druhy se ale stávají invazními.